# 藤井宣正
藤井 宣正（ふじい せんしょう、安政6年3月2日（1859年4月4日） - 1903年6月6日）は、日本の宗教家・探検家。島崎藤村の「椰子の葉陰」主人公のモデルとなった人物である。

## 来歴・人物
1859年、越後国三島郡本与板村（現新潟県長岡市与板町本与板）の光西寺に藤井宣界の次男として生まれた。旧制長岡中学を経て慶應義塾に学び、西本願寺からの内地留学生として初めて東京帝大哲学科に学んだ。
東大卒業と同時に西本願寺文学寮教授に就任。当時における仏教学のエキスパートとされ、1891年には日本で初めての仏教通史となる「佛教小史」を著した。1892年に飯山の井上寂英の長女瑞枝と結婚。瑞枝は日本英学校を首席で卒業「心の露」を出版した才媛であり、実家は島崎藤村「破戒」の中で蓮華寺のモデルとなった。ちなみに、この二人の仲を取り持ったのが長岡壽美子（入江九一と野村靖の妹で、伊藤博文の最初の妻。伊藤との離婚後に長岡義之と再婚した。義之との間で生まれた子は駐独大使と駐仏大使も務めた長岡春一）である。また、翌年の東京白蓮社会堂での挙式が日本初の仏前結婚式とされている。
1897年に教授を解任、埼玉県第一尋常中学校長に就任した。1900年、本願寺よりヨーロッパにおける政教調査のためロンドン派遣の命を受け、大英博物館やヴィクトリア&アルバート美術館にて仏教美術研究の最新動向に触れた。1902年 - 1904年に浄土真宗本願寺派の第22世門主大谷光瑞が組織した学術調査隊・大谷探検隊では実質的リーダーを務め、中央アジア・インド・東南アジアへ3度にわたり仏教伝播の軌跡を追う調査を行い、特にシルクロード研究に関する調査成果を残し、貴重な遺物・古文書を日本に持ち帰った。その中でも一般にもよく知られるインドのエローラ石窟群やアジャンター石窟を、日本人として初めて本格的に調査した。
200日以上に及ぶ行程のレポートが日本へ送られた後に紛失してしまったことで、彼らの調査は正当な評価を受けることができなかったが、隊の様子は宣正が記していた「印度霊穴探見日記」などに垣間見ることができる。調査を終えた後、もともと体が弱かった彼は劣悪な環境の中で腸を患いながらも、昼夜を惜しんで同地での研究・調査に打ち込んだ。一旦は小康を得たものの1903年に再度調査の指示があり、ロンドンに渡航する直前、フランスのマルセイユで帰らぬ人となった。享年45。死後本願寺学位最高の勧学に任ぜられた。
1904年、島崎藤村は「明星」にて宣正の生涯をモデルとした「椰子の葉陰」を発表、旅先で書かれた彼の絵葉書や日記をもとに、未知を求めて異郷の地で孤独な死を迎えた青年僧への哀惜の情が藤村の詩情と重なり、主人公への共感をより一層強めている。後に次女鶴枝は高野辰之と結婚している。

## 著書
- 佛教辞林（明治書院、1912年）（藤井宣正・著、南條文雄・校正、島地大等・補）